# 1998 SO145
1998 SO145 är en asteroid i huvudbältet som upptäcktes den 20 september 1998 av den belgiske astronomen Eric W. Elst vid La Silla-observatoriet.
Asteroiden har en diameter på ungefär 4 kilometer.